# Supercoppa lussemburghese 2023 (pallavolo femminile)
La Supercoppa lussemburghese 2023, 4ª edizione della Supercoppa nazionale di pallavolo femminile, si è svolta il 23 settembre 2023: al torneo hanno partecipato due squadre di club lussemburghesi e la vittoria finale è andata per la quarta volta consecutiva al RSR Walfer.

## Regolamento
La formula ha previsto una gara unica.

## Squadre partecipanti
| Squadra    | Qualificazione                          |
| ---------- | --------------------------------------- |
| Mamer      | Vincitrice Coppa di Lussemburgo 2022-23 |
| RSR Walfer | Vincitrice Division Nationale 2022-23   |

## Torneo
| 23 settembre 2023 Hall des sports, Lorentzweiler Durata: ? - Spettatori: ? | RSR Walfer | 3 - 0 | Mamer | 25-19, 25-18, 25-11 |